# Conde do Botelho
O título de Conde do Botelho foi criado por decreto de 20 de Maio de 1896 e por carta de 2 de Junho de 1896 do rei D. Carlos I de Portugal a favor de José Bento de Arruda Coutinho Soares de Albergaria Botelho de Gusmão, 1.º conde do Botelho.
Usaram o título as seguintes pessoas:
1. José Bento de Arruda Coutinho Soares de Albergaria Botelho de Gusmão, 1.º conde do Botelho, 2.º visconde do Botelho;
2. José Honorato Gago da Câmara de Medeiros, 3.º visconde do Botelho; 2.º conde do Botelho
3. Nuno Gonçalo Gago da Câmara do Botelho de Medeiros, 3.º conde do Botelho, 4.º visconde do Botelho
4. Gonçalo Vaz Gago da Câmara de Medeiros Botelho, 4.º conde do Botelho, 5.º visconde do Botelho